# Гамилькар Родан
Гамилька́р Рода́н, также Гамилькар Родин и Гамилькар Родосский (лат. Hamilcar Rhodanus), — тайный агент Карфагена при Александре Македонском.
После захвата в 332 году до н. э. их метрополии Тира карфагеняне опасались экспансионистских планов Александра относительно самого Карфагена. Согласно античной традиции, Гамилькар Родан смог, представившись изгнанником, внедриться в македонское войско и завоевать доверие Александра. Вплоть до его смерти он посылал в Карфаген сообщения о планах македонян. После смерти Александра в 323 году до н. э. Гамилькар вернулся в Карфаген, где его несправедливо обвинили в предательстве и казнили. По одной из версий, история о Гамилькаре-шпионе при дворе Александра является вымыслом.

## Миссия Гамилькара Родана

### Предыстория
В 332 году до н. э. Александр Македонский после тяжёлой семимесячной осады захватил метрополию Карфагена Тир. Македоняне жестоко поступили с горожанами. Две тысячи юношей, которые не погибли во время штурма, были повешены или распяты, 13—30 тысяч горожан были проданы в рабство. При этом, несмотря на жестокую расправу над горожанами, Александр помиловал царя Азимилка вместе с наиболее знатными тирянами и карфагенскими послами, которые во время штурма находились рядом с царём в храме Мелькарта. Квинт Курций Руф утверждал, что Александр, хотя и пощадил карфагенских послов, но объявил городу войну, «которая была отложена».
Карфагеняне были напуганы падением своей метрополии, стремительным продвижением войск Александра, основанием вблизи своих границ Александрии. Они подозревали великого завоевателя в стремлении присоединить к своей державе и Африку западнее Египта.

### Гамилькар Родан в македонском войске
В Карфагене решили направить к Александру агента, способного выведать его планы. Реализацию этой миссии поручили Гамилькару Родану, чьё происхождение неизвестно. Одним из преимуществом потенциального агента было знание греческого языка, который он изучил во время пребывания на Родосе. Согласно другой гипотезе, «Родан» не было прозвищем, связанным с длительным проживанием на Родосе, а было родовым именем.
Гамилькар решил, что неразумно являться к Александру в качестве посла, спрятал верительные грамоты и представился изгнанником, который хочет вступить в македонское войско. Через Пармениона Гамилькар получил доступ к царю и смог втереться к нему в доверие. Так как Тир пал летом 332 года до н. э., а Парменион был убит в 330 году до н. э., то прибытие Гамилькара к Александру датируют 331/330 годом до н. э.
Гамилькар получил возможность регулярно информировать сограждан о действиях и планах македонян. Свои сообщения он отправлял на деревянных табличках, покрытых сверху слоем воска. По одной из версий, по совету Гамилькара карфагеняне отправили посольство к Александру в Вавилон в конце его правления. После смерти Александра Македонского в 323 году до н. э. Гамилькар вернулся на родину, где был несправедливо обвинён в предательстве и казнён. Детали обвинений Гамилькара неизвестны. Возможно, он включился во внутриполитическую борьбу в городе, следствием чего стали несправедливое обвинение и казнь.

### Оценки
Античные авторы высоко оценивали личностные качества Гамилькара Родана. Секст Юлий Фронтин подчёркивал его энергичность, Марк Юниан Юстин — ловкость и «дар слова», Павел Орозий — красноречие и остроумие.
В. Хеккель отмечал, что в целом история не выглядит однозначно недостоверной, однако вся информация о Гамилькаре Родане восходит к Гнею Помпею Трогу. Другие античные историки, авторы жизнеописаний Александра, умалчивают о карфагенском шпионе в лагере Александра. Фрагменты о Гамилькаре Родане в античных источниках содержатся в тех главах, которые напрямую не относятся к Александру. По мнению В. Хеккеля, первоисточник сведений для Помпея Трога неизвестен и, возможно, представлял некую недостоверную басню или местное карфагенское предание.

### Исследования
- Арманди П. Д. Применение слонов в Первой Пунической войне // Военная история слонов / Пер. с фр., примеч. А. В. Банникова; вступит. статья А. А. Попова, А. В. Банникова. — СПб.: Нестор-История, 2011. — 394 с. — (Historia Militaris). — ISBN 978-5-98187-879-4.
- Майлз Р. Карфаген должен быть разрушен. — М.: АСТ, 2014. — 572 с. — (Страницы истории). — ISBN 978-5-17-084413-5.
- Циркин Ю. Б. Карфаген и его культура. — М.: Главная редакция восточной литературы издательства «Наука», 1986. — 287 с. — (Культура народов Востока).
- Шифман И. Ш. Александр Македонский / ответственный редактор Э. Д. Фролов. — Л.: Наука, 1988. — ISBN 5-02-027233-7.
- Шофман А. С. Восточная политика Александра Македонского / Печатается по постановлению редакционно-издательского совета Казанского университета. Отв. редактор В. Д. Жигунин. — Казань: Издательство Казанского университета, 1976.
- Berve H. Das Alexanderreich auf prosopographischer Grundlage (нем.). — München: C. H. Beck`sche Verlagsbuchhandlung, 1926. — Vol. 2.
- Geus K. Prosopographie der literarisch bezeugten Karthager (нем.). — Leuven: Uitgeverij Peeters en Departement Orientalistek, 1994. — ISBN 90-6831-643-5.
- Heckel W. Who's Who in the Age of Alexander and his Successors. From Chaironea to Ipsos (338—301 BC) (англ.). — Barnsley: Greenhill Books, 2021. — 554 p. — ISBN 978-1-78438-648-1.
- Lenschau Thomas[нем.]. Hamilkar 3 // Paulys Realencyclopädie der classischen Altertumswissenschaft :  [нем.] / Georg Wissowa. — Stuttgart : J. B. Metzler’sche Verlagsbuchhandlung, 1912. — Bd. VII, 2. — Kol. 2300.